# 2089
2089 (ММLXXXIX) е обикновена година, започваща в събота според григорианския календар. Тя е 2089-а година от новата ера, осемдесет и деветата от третото хилядолетие и десетата от 2080-те.